# 中性灰度滤镜

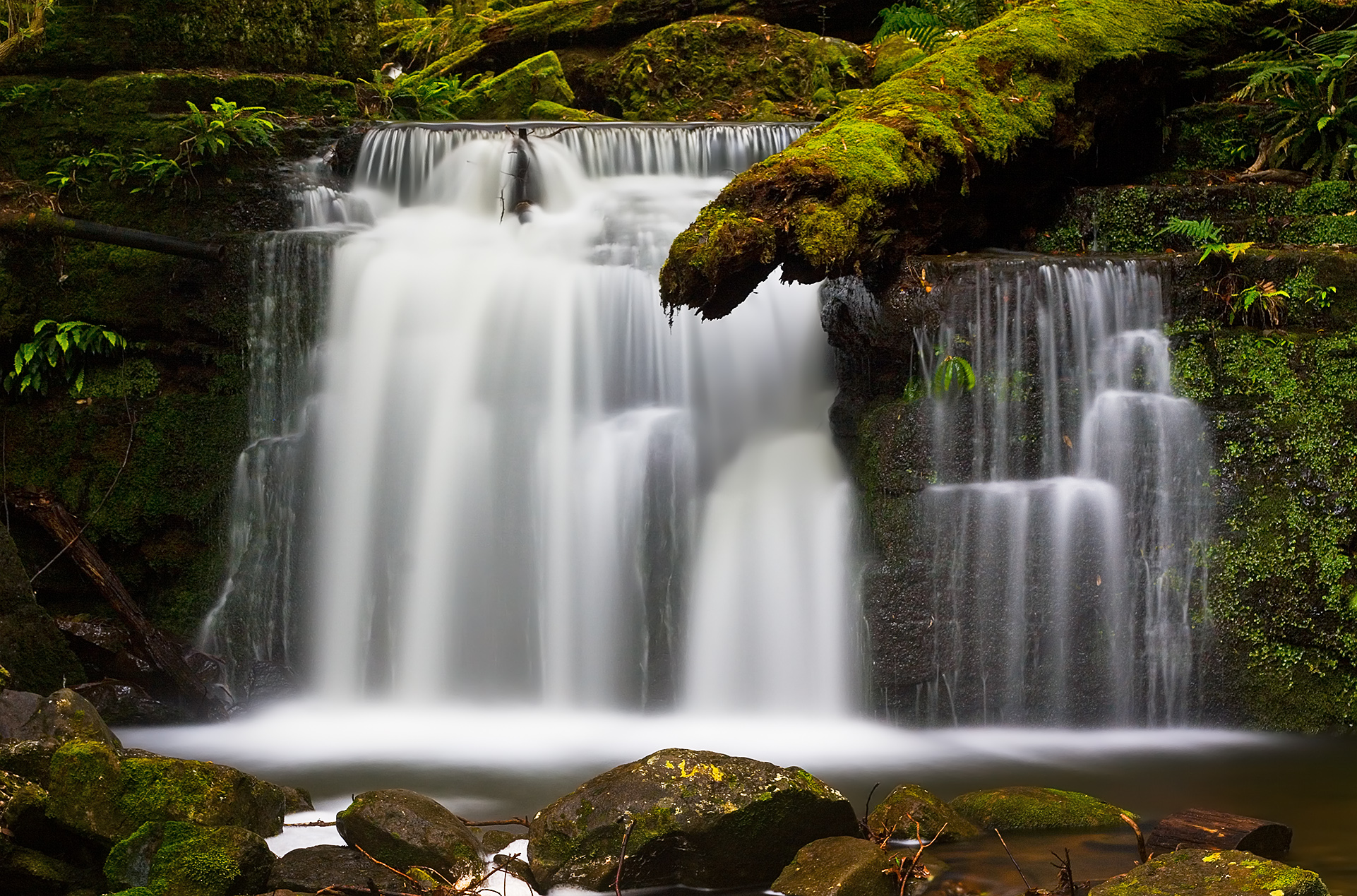
拍摄这种顺滑的水流效果时通常要搭配中灰镜以放慢快门速度

中性密度濾波器（Neutral density filter），或稱中性濾光鏡、中性灰度滤镜，简称中灰镜、減光鏡或ND镜，是一种无色至灰色的滤镜，在光學實驗與攝影中都很常見，主要功能為不分波長的衰減一定倍率的光強，理想中的中灰镜可以减弱所有波长的光的輝度，而不会发生偏色。
中灰镜的用处在于于各种环境下（特别是光照强烈时）能让摄影师更好的控制快门速度和光圈大小来达到某些特殊效果，同时又不会因为快门速度过慢而导致过曝。

## 原理
照相机控制照片的亮度有三种方法，以数码相机为例。提高感光度是最为直接的办法，但过高的ISO会产生噪点，影响成像质素。同时也可以放大光圈，但光圈越大景深也就越浅，而且起到的作用也不明显。再者就是减慢快门速度，如果当摄影师想要得到人群流动，车流或者水流等动态效果，又要不让照片过曝。就要使用中灰镜。
同时，在日光下拍摄植物/动物的微距作品时也有帮助。减少亮度可以让摄影师用更大甚至最大的光圈拍摄作品，用浅景深突出主体（背景模糊）。

## 用途
中灰镜的典型用途包括：

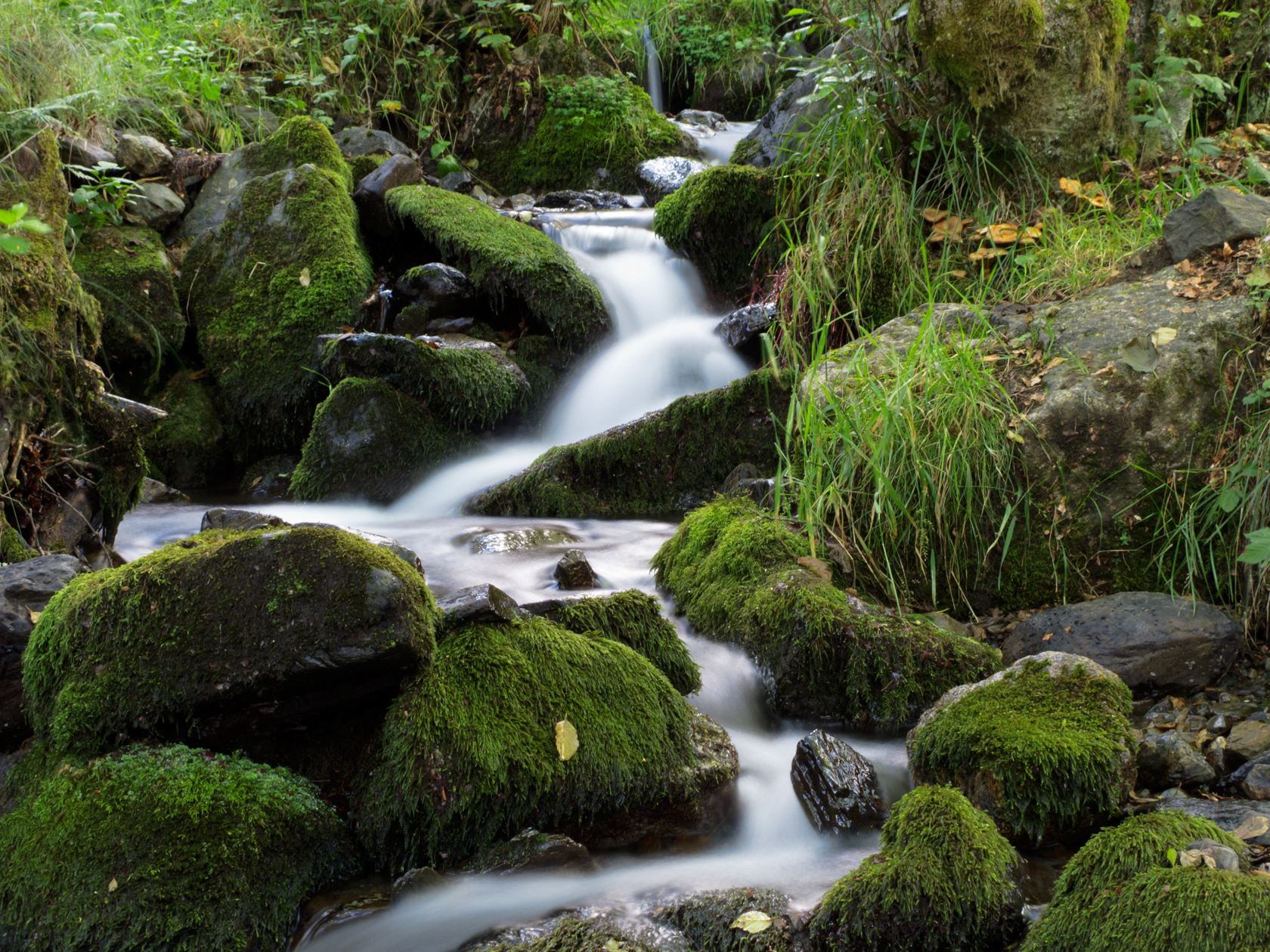
使用中灰镜拍摄的样张。曝光时间5秒，光圈f5.6，ISO100

- 为物体添加运动模糊效果，特别是水体运动（如瀑布、河流和海洋）与云的运动
- 在强烈光照下缩短景深（如日光）
- 减少运动物体的能见度，例如拍摄出无人街道效果
- 降低快门速度到同步速度

中灰镜也用在折返望远镜头上，因为这类镜头上通常没有光圈机构，使用ND镜可以调节快门速度。如美能达 AF Reflex 500mm F8，在后口位置设计了滤镜匣，可以安装随附的ND4滤镜。

## 变种
有一种称作中灰渐变滤镜的产品。这种产品的通光度会在镜头上逐渐减少。在某些状况下，有一部分区域亮度非常高而其他则不同，如夕阳时会非常有用。
另外一种则被称作“无级可调中灰镜”。它包括两片逐步不透明的玻璃镜片（或者偏振镜)，当他们互相反向旋转时，通光量会持续增加或减少，从0%到100%。通常用在折返式望远镜或者其他要求必须在最大光圈使用的光学设备上。
市面上的中灰镜产品都不可能是完美的，并且它们也不会对所有波长的光都作出一样的削减。这可能会导致照片产生偏色，特别是使用某些廉价的产品时。更重要的是，大多数中灰镜只会过滤光谱中可见光的波长，不能正确的阻挡其他波长如红外线和紫外线。如果使用中灰镜去观察这类射线来源可能会产生危险（例如太阳和白热的金属和玻璃），这类射线哪怕肉眼不可见、亮度也并不刺眼，都可能导致潜在的损害。为了安全起见必须配备专门的滤镜。

## 中灰镜的类型
下面列出中灰镜型号以相当于减少多少档光圈和通光量排列，从小到大。数字越高，通光量越小，亮度也就越低。
|                | 相当于缩小镜头直径 | 通光度减少 | 减少的光圈档数 | 百分比通光量 |
| -------------- | ------------------ | ---------- | -------------- | ------------ |
| 没有安装中灰镜 | 原始大小           | 0          | 原始大小       | 100%         |
| ND2            | 1/2                | 0.3        | 1              | 50%          |
| ND4            | 1/4                | 0.6        | 2              | 25%          |
| ND8            | 1/8                | 0.9        | 3              | 12.5%        |
| ND16           | 1/16               | 1.2        | 4              | 6.25%        |
| ND32           | 1/32               | 1.5        | 5              | 3.125%       |
| ND64           | 1/64               | 1.8        | 6              | 1.563%       |
| ND128          | 1/128              | 2.1        | 7              | 0.781%       |
| ND256          | 1/256              | 2.4        | 8              | 0.391%       |
| ND512          | 1/512              | 2.7        | 9              | 0.195%       |
| ND1024         | 1/1024             | 3.0        | 10             | 0.098%       |
| ND2048         | 1/2048             | 3.3        | 11             | 0.049%       |
| ND4096         | 1/4096             | 3.6        | 12             | 0.024%       |
| ND8192         | 1/8192             | 3.9        | 13             | 0.012%       |

## 替代手段
仅仅为了获得运动模糊效果，不使用中灰镜，而采取多张拍摄（Bracketing）后合成的方法也可以进行模拟。这样的操作也有额外的好处：
- 叠加抵消无规律噪点，特别是数码摄影中，长时间曝光的热噪声
- 避免使用大档位ND造成的偏色问题
- 对于广角镜头，特别是超广角镜头，避免使用均一厚度片式滤镜带来的中心与周边差异

缺点在于如果拍摄间隔较大，那么连续运动合成后会留下断层。
后期合成可以使用诸如StarTails等软件实现。